# Gëuël
Gëuël (hebr.: גְּאוּאֵל)  war einer der Kundschafter, die von Mose nach dem Auszug aus Ägypten von der Wüste Paran aus ausgesandt wurden, um das Land Kanaan zu erkunden.
Auf die Weisung des HERRN hin wählte Mose aus jedem der zwölf Stämme Israels je einen Sippenältesten als Kundschafter aus. Gëuël, der Sohn des Machi, war dabei der Vertreter des Stamms Gad (Num 13,15 ).